# Said Al-Shoon
Said Al-Shoon (en árabe: سعيد سويلم الشون‎; Mascate, Omán, 28 de agosto de 1983) es un exfutbolista de Omán que jugaba en la posición de defensa. Actualmente es entrenador asistente del equipo sub-23 del Fanja SC.

## Carrera

### Club
| Periodo   | Club            |
| --------- | --------------- |
| 1997-1999 | Fanja SC        |
| 1999–2005 | Muscat Club     |
| 2005      | Al-Nasr Kuwait  |
| 2005–2006 | Al-Sailiya SC   |
| 2006–2007 | Umm-Salal SC    |
| 2007      | Muscat Club     |
| 2007–2008 | Al-Hazm Rass    |
| 2008–2009 | Kazma SC        |
| 2009–2010 | Al-Qadisiyah FC |
| 2010–2011 | Al-Shabab SC    |
| 2011–2013 | Muscat Club     |

### Selección nacional
Jugó para Omán en 41 ocasiones de 2003 a 2011, participó en dos ediciones de la Copa Asiática, dos ediciones de los Juegos Asiáticos y dos eliminatorias mundialistas.

## Logros
- Liga Profesional de Omán (2): 2002-03, 2005-06
- Copa del Sultán Qabus (1): 2003
- Supercopa de Omán (2): 2004, 2005
- segunda División de Catar (1): 2005